# Avan (Burträsks socken, Västerbotten, 718919-167982)
Avan är en sjö i Skellefteå kommun i Västerbotten och ingår i Rickleåns huvudavrinningsområde.